# IJsselmeergebied

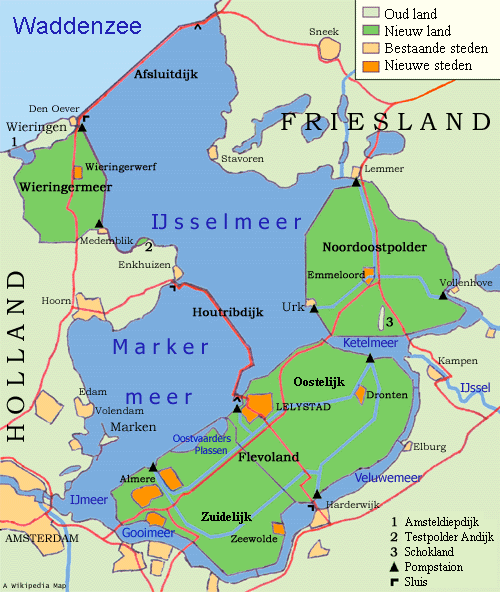
IJsselmeer en Zuiderzeewerken

Het IJsselmeergebied is een gebied van aaneengesloten binnenmeren in Nederland. Het IJsselmeergebied omvat het IJsselmeer, het Markermeer, het IJmeer en de Randmeren Gooimeer, Eemmeer, Nijkerkernauw, Nuldernauw, Wolderwijd, Veluwemeer, Drontermeer, Vossemeer, Ketelmeer, Ramsdiep, Zwarte Meer, Kadoelermeer en het Vollenhovermeer. De verhalen over de lange geschiedenis van het IJsselmeergebied zijn opgeschreven in een Cultuurhistorische Biografie van het IJsselmeergebied door de Rijksdienst voor het Cultureel Erfgoed. Het gebied is vergroeid met de dynamiek van de metropoolregio Amsterdam.
Provincies, gemeenten en waterschappen rond het IJsselmeergebied werken samen met maatschappelijke organisaties aan ontwikkeling van het gebied. Op 17 mei 2018 hebben betrokken partijen hun handtekening gezet onder de 'Agenda IJsselmeergebied 2050'. Na 100 jaar Zuiderzeewet komt er een einde aan het vaste peil in het IJsselmeergebied. Op 14 juni 2018 heeft Cora van Nieuwenhuizen, Minister van Infrastructuur en Waterstaat, het nieuwe peilbesluit getekend.